# Ніколіна Ангелкова
Ніколіна Ангелкова — болгарська політикиня від політичної партії ГЕРБ, міністерка туризму в періоди 2014—2017 і 2017—2021 років, депутатка XLIV, XLV, XLVI і XLVII Національних зборів Болгарії.

## Життєпис
Народилася 30 листопада 1979 року в Крумовграді. Закінчила магістратуру права в УНСС та спеціалізацію «Корпоративне управління» в Інституті післядипломної кваліфікації УНСС. Вона також спеціалізувалась на фінансовому менеджменті структурних фондів ЄС, європейському праві та регіональній політиці та структурних фондах в Інституті державного управління в Маастрихті та в Регіональному інституті адміністративної реформи в Нанті, Франція. Між 2002 і 2006 роками є головою Асоціації правового розвитку, одночасно стажується в Генеральній дирекції «Навколишнє середовище» Європейської комісії та працює радницею голови болгарської делегації в групі ЄНП-Європейські демократи в Європейському парламенті.
Ангелкова також має приватний бізнес. З 2005 по 2010 рік вона була власницею компанії «Ніколова і партнери Консалт», а з 2007 по 2009 рік була генеральною директоркою компанії «Херчеза Болгарія» ЕООД. З 2009 по 2010 рік очолювала компанію Helector Bulgaria EOOD. Після цього очолила підрозділ «Контроль, комунікація та координація» в ММРБ. З 2011 року входить до складу ради директорів Агентства дорожньої інфраструктури. У 2013 році стала заступницею міністра регіонального розвитку та благоустрою. 6 серпня 2014 року була обрана міністеркою транспорту, інформаційних технологій і зв'язку в тимчасовому уряді Георгія Близнашського. На цій посаді вона залишалася до 7 листопада 2014 року, коли була обрана міністеркою туризму в другому уряді Бойка Борисова. На парламентських виборах 2017р була обрана народною представницею у XLIV Національних зборах, а згодом знову очолила Міністерство туризму в третьому уряді Бойка Борисова. У липні 2020 року Мар'яна Ніколова змінила Ангелкову на посаді міністра туризму. Сама Ангелкова скористалася своїм законним правом і повернулася до парламенту як депутатка. На виборах у квітні 2021 р. Ангелкова була обрана депутаткою від партії ГЕРБ у XLV Національних зборах. На виборах у липні 2021р. Ангелкова була обрана депутаткою від ГЕРБ у XLVI Національних зборах. На виборах у листопаді 2021р. була обрана представницею від ГЕРБ у XLVII Національних зборах.

## Позиції та політика
У суперечці про Пірін у 2018 році Ангелкова вважає, що необхідний другий ліфт в Банско.